# Hipfelhof

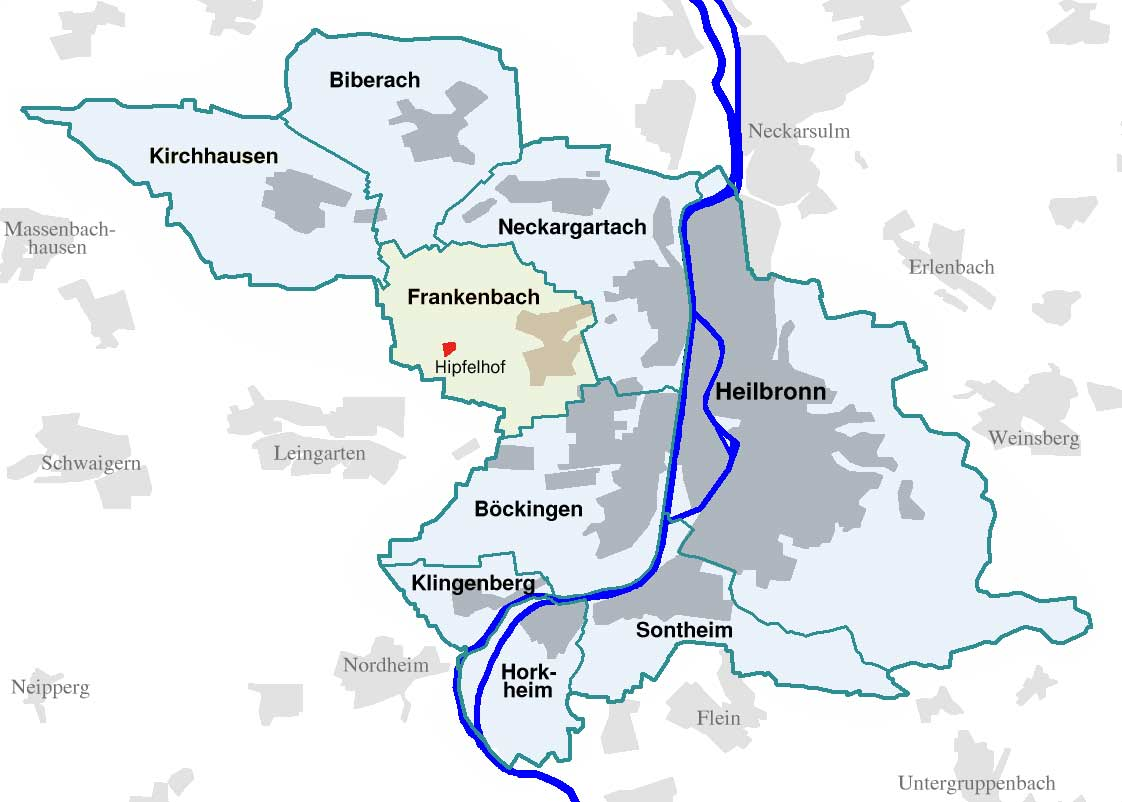
Lage des Hipfelhofs (rot) im Heilbronner Stadtteil Frankenbach

Der Hipfelhof ist ein historisches Hofgut im Stadtteil Frankenbach der Stadt Heilbronn in Baden-Württemberg.

## Geschichte

### Siedlungsgeschichte

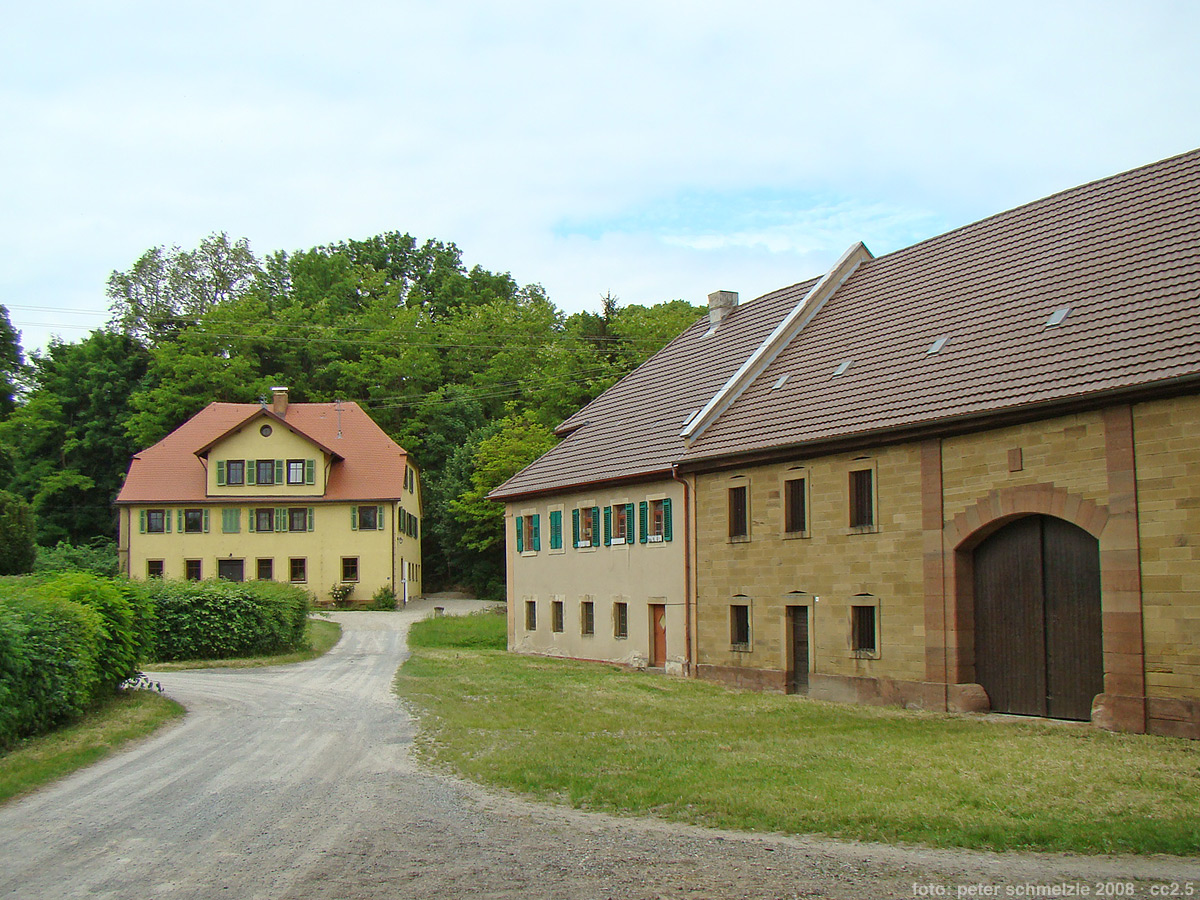
Pfarrhaus (links) und Mühle (rechts) im Hipfelhof

Der westlich von Frankenbach gelegene Hipfelhof wurde erstmals 1229 erwähnt, als Papst Gregor IX. den Besitz des Klosters Bebenhausen in Hüppelbure bestätigte. Weitere historische Bezeichnungen sind Hipfelbeuren, Hüpfelhof und Hupphilbura. Der Reichsvogt Wilhelm von Wimpfen schenkte 1250 seinen Besitz am Hipfelhof dem Spitalmeister des Heiliggeistordens in Wimpfen. Südwestlich des heutigen Hofguts befinden sich weitere Siedlungsspuren, so dass die Besiedlung des Hipfelhofs wohl einst umfangreicher und ausgedehnter war. Auch der Name Hipfelbeuren deutet auf eine dörfliche Siedlung hin, deren Besitzverhältnisse gemäß den erhaltenen Urkunden wohl schon im 13. Jahrhundert sehr zersplittert waren.
Beim Dorf befand sich bereits im Mittelalter eine Wallfahrtskapelle, für die 1475 erstmals ein Pfarrer genannt wurde. Im 16. Jahrhundert kam die Siedlung in den Besitz der zum Bistum Straßburg zählenden Abtei Stephansfeld, an die die Verwaltung des Wimpfener Spitals gegangen war. Um 1550 lieh die Reichsstadt Heilbronn dem Konvent in Stephansfeld den Großteil von später bis zu 17700 Gulden, für das die Stadt den Hipfelhof sowie den Kirchensatz und das Pfarrlehen in Flein als Pfand erhielt. Das Haus Württemberg, das Spital in Wimpfen sowie die Grafen von Hanau trachteten nach dem Besitz, der von einem Konventsmeister 1601 doch an die Stadt Heilbronn verkauft wurde. In den Urkunden zu diesem Verkauf ist nur noch von einem Hof die Rede, so dass damals ein Großteil der dörflichen Struktur der Siedlung bereits abgegangen sein dürfte.
Der Verkauf an die Reichsstadt Heilbronn war umstritten, so dass mehrere Klagen beim Reichshofrat eingingen und die Sache in der Schwebe verblieb. 1619 ergriff die Stadt Heilbronn vom Hof Besitz, worauf Stephansfeld und Wimpfen abermals Klage erhoben. 1628 kam es zu einem Vergleich zwischen dem Konventsmeister und dem Orden mit dem kaiserlichen Kommissionsbeschluss, dass die Stadt Heilbronn den Hof an den Orden zurückzugeben habe, der Orden dafür seine Schulden bezahle.
1695 bestand der Hof aus dem Bauernhaus, der Kapelle sowie einer Scheune und geriet in den Besitz des Hospitals in Memmingen. Die Gebäude wurden im Lauf der Zeit gelegentlich erneuert und erweitert: 1715/18 wurde die Kapelle erneuert, Mühle und Pfarrhaus entstanden im späten 18. Jahrhundert. 
1803 fiel der Besitz an Bayern, kam kurz darauf jedoch als Schenkung an den bayerischen Außenminister Maximilian von Montgelas. 1812 erwarb die Verleger- und Freiherrenfamilie von Cotta das Anwesen, das bis 1959 in Familienbesitz war. Aufgrund der bayerischen Zugehörigkeit hatte das zum Hofgut gehörende Land eine eigene Markung, kam dann aber unter verwaltungsmäßige Zugehörigkeit zu Frankenbach. Im Zweiten Weltkrieg wurde die nördlich des heutigen Hofguts gelegene Kapelle zerstört. 
Das Hofgut besteht bis heute weiter, eines der Gebäude dient als Verwaltungsstelle der Südzucker.

### Hipfelhofprojekt
Ab 1949 gab es von Seiten des Landratsamts Heilbronn Planungen zur Errichtung einer Großsiedlung für insgesamt 4000 bis 5000 Personen, in der überwiegend Pendler der Industriestädte Heilbronn und Neckarsulm eine neue Heimat finden und von der aus sie die Industriegebiete in Heilbronn und Neckarsulm schnell mit dem Fahrrad erreichen sollten. Nach Prüfung mehrerer Siedlungsmöglichkeiten im Großraum Heilbronn erschien das zum Hipfelhof gehörende Gelände am geeignetsten. Das württembergisch-badische Landwirtschafts- und das Innenministerium signalisierten ihr Einverständnis zu einer finanziellen Unterstützung im Rahmen des Sozialen Wohnungsbaus, da der Landkreis Heilbronn das Projekt nicht aus Mitteln nach dem Gesetz zur Beschaffung von Siedlungsland und der Bodenreform finanzieren konnte. Während bei einer Umfrage im September 1949 bereits knapp 1000 Familien aus der Umgebung von Heilbronn Interesse an einer Umsiedlung bekundeten, gestaltete sich der Erwerb der Ländereien schwierig. Anfangs war man davon ausgegangen, dass die Bodenreform-Landabgabe des Hipfelhof-Eigentümers, Freiherr Cotta von Cottendorf, 120 Hektar betragen würde. Da das Landwirtschaftsministerium jedoch den Hipfelhof zum Spezialbetrieb im Saatzuchtanbau erklärt hatte, reduzierte sich die Landabgabe auf 20 Hektar, wohingegen das Landratsamt beim Landessiedlungsamt im Mai 1949 bereits knapp 40 Hektar, im Oktober 1949 bereits 80 Hektar Land für den Siedlungsbau angefordert hatte. Nachdem Freiherr Cotta von Cottendorf keiner freiwilligen Erhöhung seiner Landabgabe zustimmte, verordnete ihm Landwirtschaftsminister Heinrich Stooß im Februar 1950 eine Landabgabe von 45 Hektar, die nach zähen Verhandlungen im August 1950 per Enteignungsverfügung umgesetzt wurde. Für die geplante Siedlung würde der Landkreis lediglich noch 25 bis 35 Hektar aus privater Hand erwerben müssen. Im Februar 1951 erhob Freiherr Cotta von Cottendorf Anfechtungsklage gegen die Enteignung. Zwar wurde die Enteignung für rechtens befunden, allerdings verbot der Verwaltungsgerichtshof in Stuttgart die Nutzung der strittigen Ländereien für Zwecke des sozialen Wohnungsbaus. Das Landratsamt arbeitete danach noch einen Plan zur Besiedlung der Fläche mit Voll-, Klein- und Nebenerwerbssiedlungen aus, der jedoch im Dezember 1951 vom Landwirtschaftsminister ebenfalls abgelehnt wurde. Die Hipfelhof-Ländereien wurden nicht besiedelt. Die geplante Pendler-Großsiedlung wurde stattdessen in Amorbach errichtet.

## Gebäude

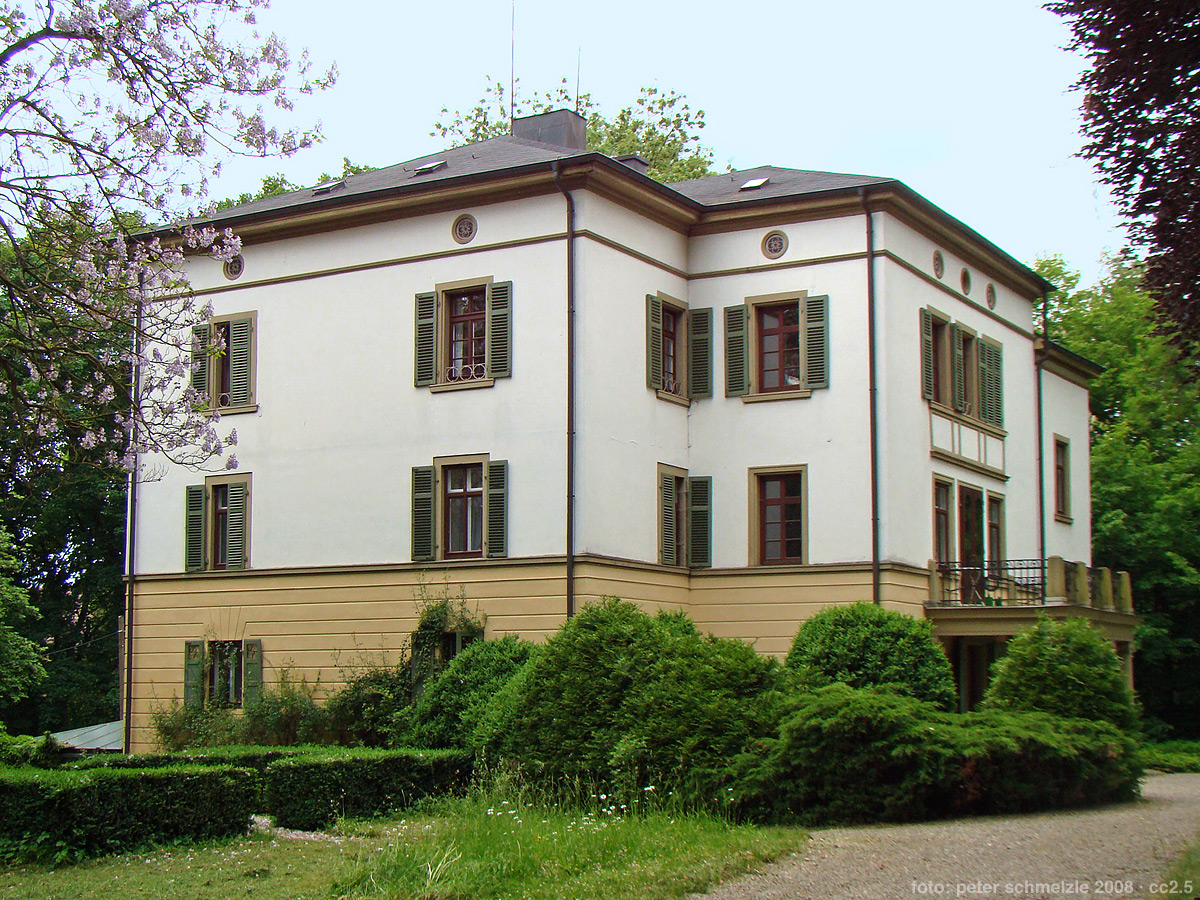
Cotta’sche Villa

Im Nordwesten der Anlage befindet sich die dreigeschossige Cotta’sche Villa (Nr. 6) von 1855, die 1865 und 1875 erweitert wurde und von einem parkartigen Gelände umgeben ist.
Im Nordosten der Anlage befindet sich das ehemalige Pfarrhaus (Nr. 10, auch Speisemeisterei oder Jägerhaus genannt), das 1791 erbaut und 1855 erneuert wurde, sowie die Mühle (Nr. 8) von 1784 mit einem zweigeschossigen Speicheranbau. Die Nordfassade der Mühle weist ein schmuckvolles ehemaliges Portal sowie Figurenschmuck an den Fensterstürzen auf. Von Norden führt ein alter Aquädukt zur Mühle, der einen auf 1843 datierten Inschriftenstein zeigt.
Im Süden der Anlage befindet sich eine Hofanlage mit Wohn- und Wirtschaftsgebäuden, die rechtwinklig um einen Bauerngarten angeordnet sind. Das größere Wohngebäude (Nr. 1, Südzucker-Verwaltung) wurde als zweigeschossiger Fachwerkbau um 1700 errichtet, das kleinere Wohngebäude (Nr. 2) entstand durch Umbau eines Stallgebäudes von 1830. Die Wirtschaftsgebäude (Nr. 3, 4 und 7) wurden nach einem Brand um 1870 teilweise neu auf älteren Fundamenten erbaut.

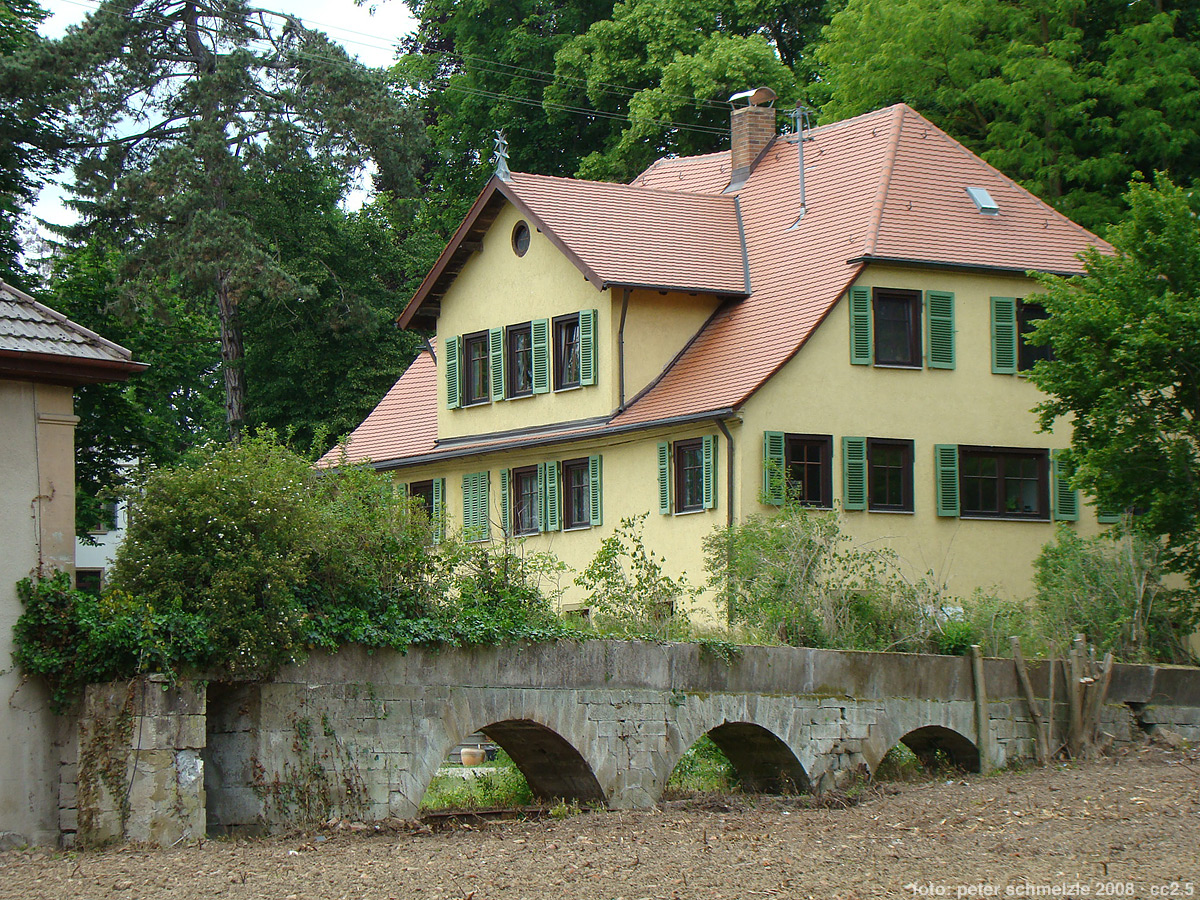
Aquädukt nördlich der Mühle, im Hintergrund das Pfarrhaus
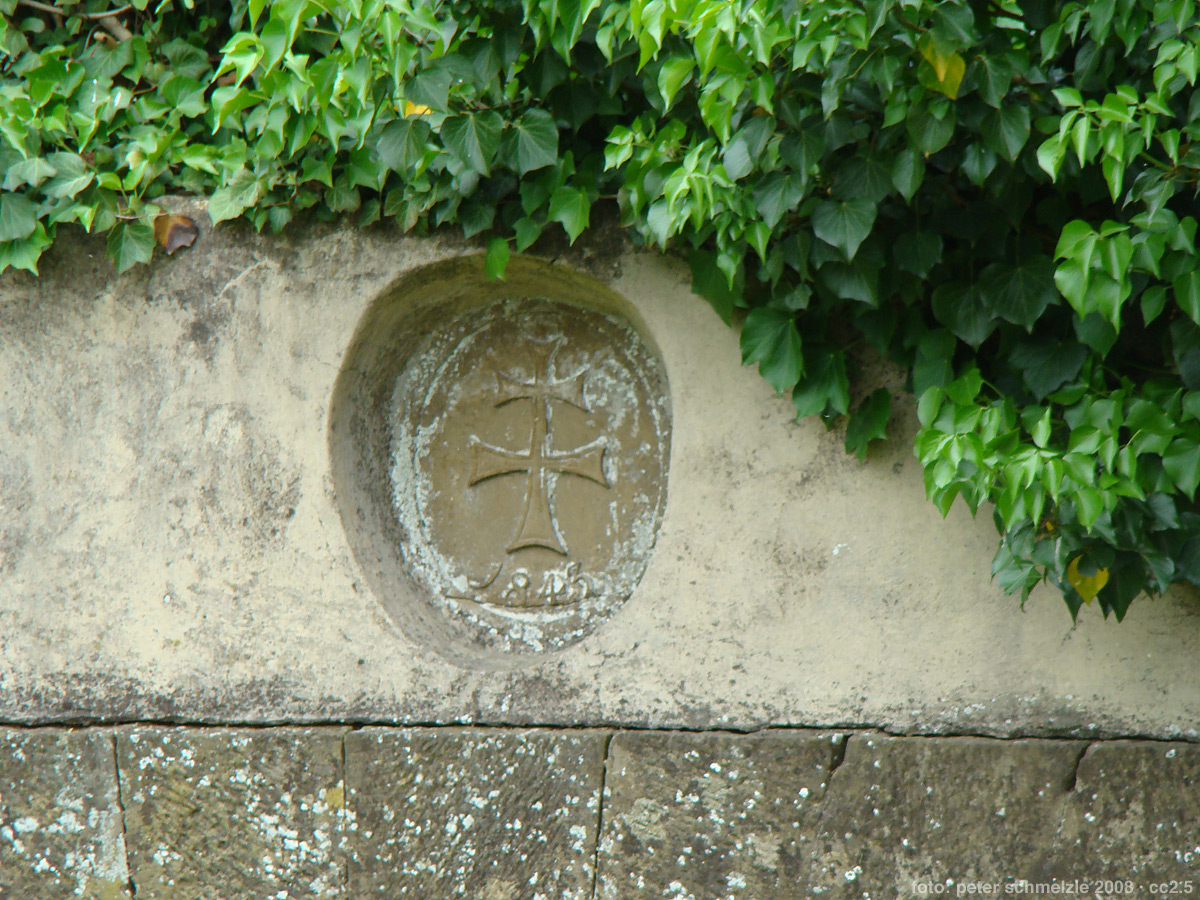
Wappenstein am Aquädukt
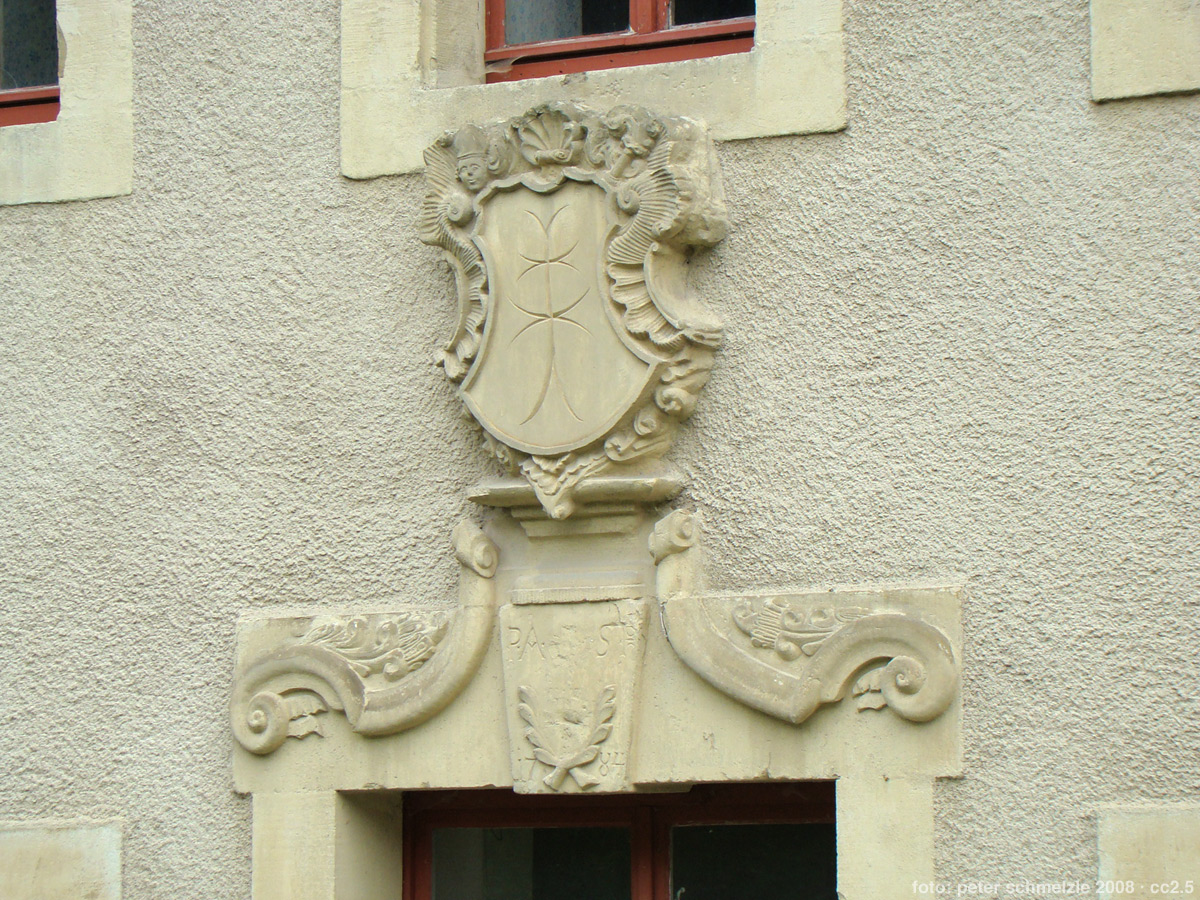
Mühle, ehemaliges Portal
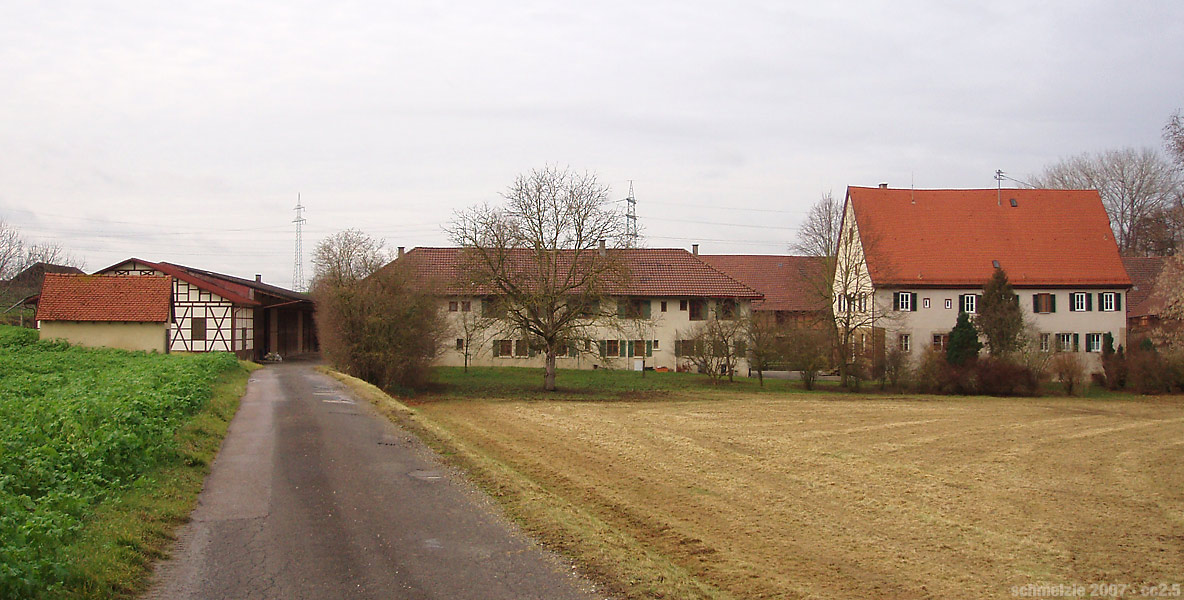
Hofanlage mit Gebäuden Nr. 1 (rechts) und Nr. 2 (Mitte)

## Sonstiges

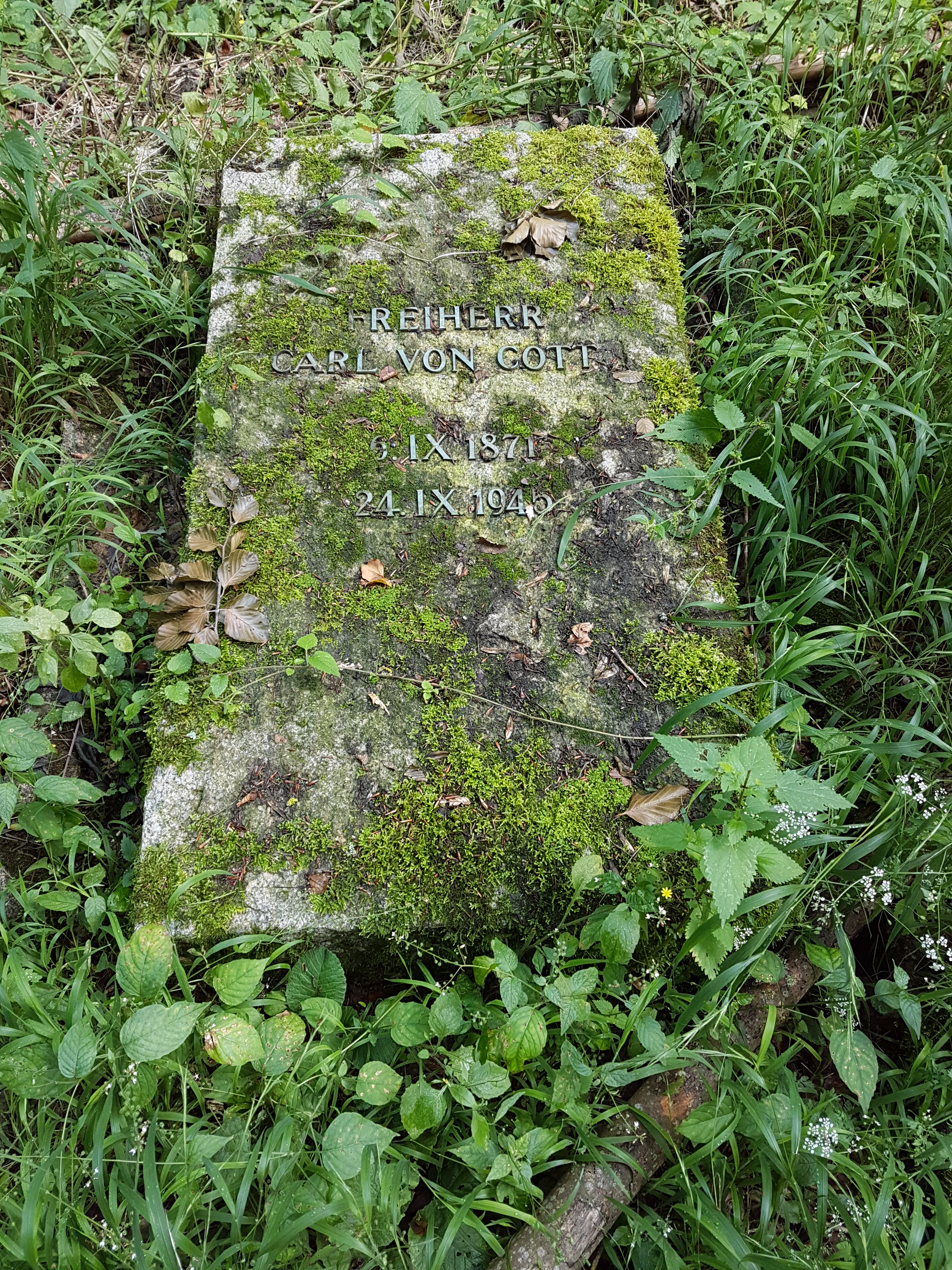
Grab des Freiherrn Carl von Cotta

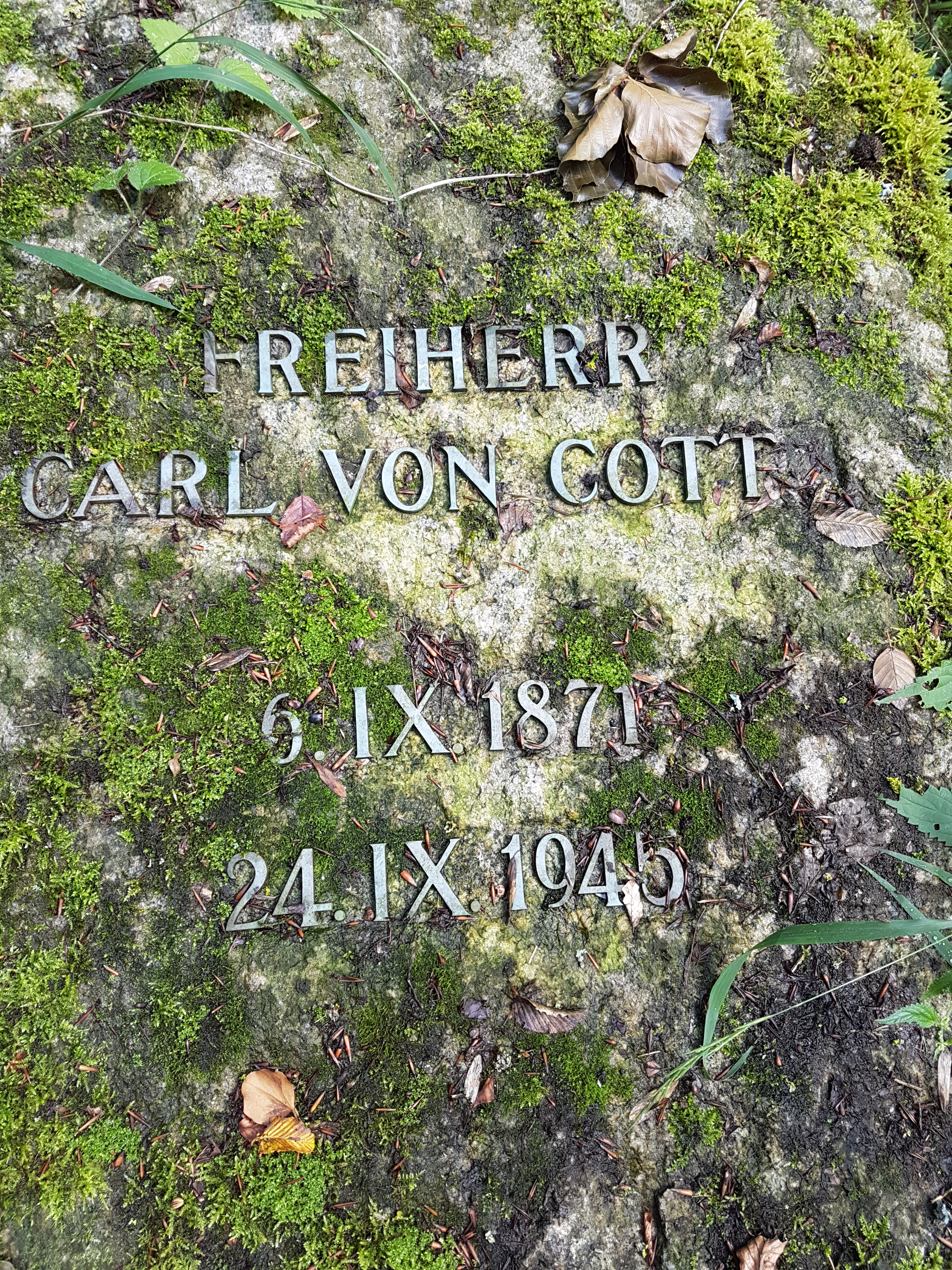
Grabsteininschrift des Freiherrn Carl von Cotta

Im Hipfelhofwald, der in Richtung Kirchhausen – Annalinde liegt, befindet sich mitten im Wald das Grab des Freiherrn Carl von Cotta. Zu sehen ist noch der große Grabstein und Reste der Umrandung. Anscheinend war das Grab von Anfang an sehr bescheiden angelegt. Die Grabstelle befindet sich an einem leichten Abhang, von dem aus, bei freier Sicht, die Ländereien des Hipfelhofs zu sehen wären. Momentan ist das Grab von Gebüsch und Bäumen umgeben, der Zugang durchs Unterholz wird anscheinend immer mal wieder freigeschnitten.